# Pennaria wilsoni
Pennaria wilsoni är en nässeldjursart som beskrevs av V.S. Bale 1913. Pennaria wilsoni ingår i släktet Pennaria och familjen Pennariidae. Inga underarter finns listade i Catalogue of Life.